# Liste der Biografien/Wac
Liste der Biografien |
Portal Biografien |
Personensuche
# |
A |
B |
C |
D |
E |
F |
G |
H |
I |
J |
K |
L |
M |
N |
O |
P |
Q |
R |
S |
T |
U |
V |
W |
X |
Y |
Z |
?
 
Wa |
Wc |
Wd |
We |
Wh |
Wi |
Wj |
Wl |
Wn |
Wo |
Wr |
Ws |
Wt |
Wu |
Ww |
Wy |
Wz
 
Waa |
Wab |
Wac |
Wad |
Wae |
Waf |
Wag |
Wah |
Wai |
Waj |
Wak |
Wal |
Wam |
Wan |
Wao |
Wap |
Waq |
War |
Was |
Wat |
Wau |
Wav |
Waw |
Wax |
Way |
Waz
Die Liste der Biografien führt alle Personen auf, die in der deutschsprachigen Wikipedia einen Artikel haben. Dieses ist eine Teilliste mit 484 Einträgen von Personen, deren Namen mit den Buchstaben „Wac“ beginnt.

## Wac

### Waca
- Wacanno, Eva (* 1991), niederländische Tennisspielerin

### Wace
- Wace, anglonormannischer Kleriker und Dichter
- Wace, Alan (1879–1957), britischer Archäologe
- Wacek, Gerda (1933–2021), österreichische Kinderbuchautorin
- Wacek, Otto (1893–1983), österreichischer Komponist
- Wacek, Wilhelm (1864–1944), österreichischer Komponist

### Wach
- Wach, Adolf (1843–1926), deutscher Rechtswissenschaftler
- Wach, Aloys (1892–1940), österreichischer Maler und Grafiker
- Wach, Curt (1906–1974), deutscher Politiker (KPD/SED), Minister für Handel und Versorgung
- Wach, Felix (1871–1943), deutscher Jurist und sächsischer Verwaltungsbeamter
- Wach, Gilles (* 1956), französischer römisch-katholischer Priester, Gründer und Generalprior des Instituts Christus König und Hoherpriester
- Wach, Hans (1879–1961), deutscher Ingenieur
- Wach, Hugo (1872–1939), deutscher Architekt
- Wäch, Jakob (1893–1918), Schweizer Maler und Grafiker
- Wach, Joachim (1898–1955), deutsch-US-amerikanischer Religionswissenschaftler
- Wach, Karl (1878–1952), deutscher Architekt und Hochschullehrer
- Wach, Karl Wilhelm (1787–1845), deutscher Maler
- Wach, Katharina (1876–1956), Tochter von Ernst von Mendelssohn-Bartholdy
- Wach, Mariusz (* 1979), polnischer Boxer
- Wach, Rudi (* 1934), österreichischer Bildhauer und Maler

#### Wacha
- Wacha, Georg (1928–2009), österreichischer Historiker und Museumsleiter
- Wacha, Michael (* 1991), US-amerikanischer Baseballspieler
- Wacha, Peter (* 1962), deutscher DJ, Plattenlabel-Inhaber und ClubbetreiberPeter Wacha (* 1962)

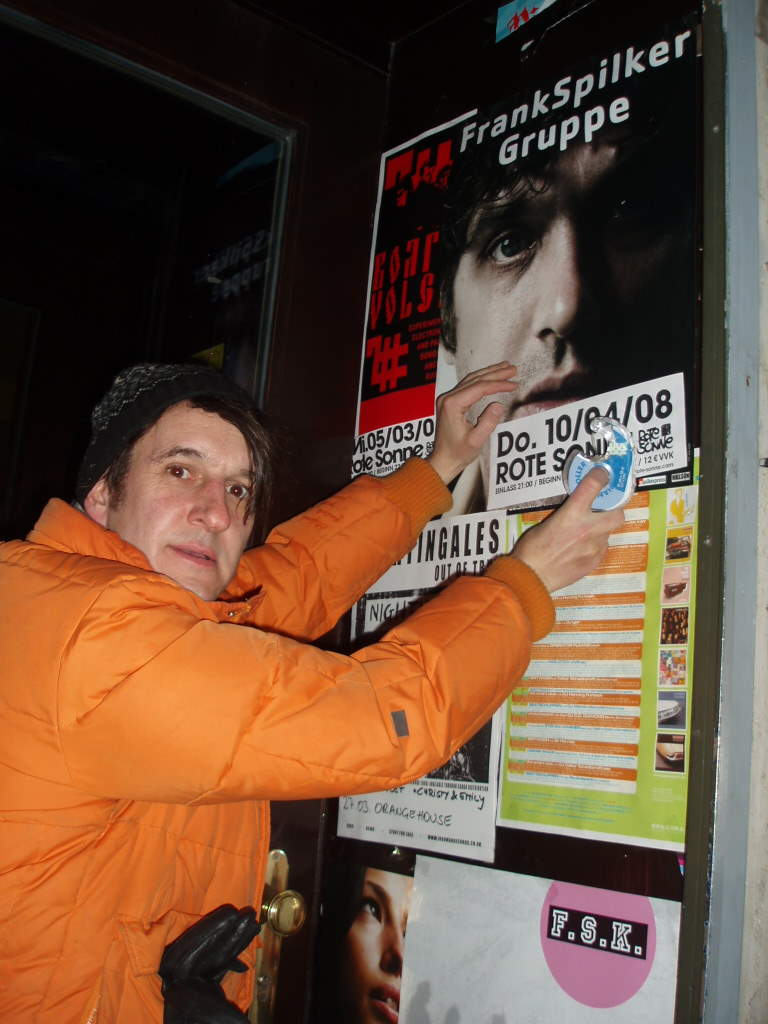
Peter Wacha (* 1962)

- Wacha, Przemysław (* 1981), polnischer Badmintonspieler
- Wacha-Olwol, Yoweri Hunter († 2017), ugandisches Mitglied der Präsidialkommission von Uganda
- Wachall, Jacqueline (* 1965), deutsche Performance- und Installationskünstlerin
- Wachalski, Steve (* 1983), deutscher Basketballspieler
- Wachauer, Thomas (* 1963), österreichischer Schauspieler
- Wachauf, Laura (* 1984), deutsche Filmeditorin

#### Wachb
- Wachberger, Eugen (1904–1971), österreichischer Architekt, Designer und Hochschullehrer

#### Wache
- Wache, Dimo (* 1973), deutscher Fußballtorhüter und -trainer
- Wache, Georg (1886–1977), deutscher Politiker (GB/BHE), MdL
- Wache, Karl (1887–1973), österreichischer Bibliothekar und Schriftsteller
- Wache, Wilhelm (1875–1939), österreichischer Politiker (SdP), Abgeordneter zum Nationalrat
- Wachenbrunner, Rainer (* 1962), deutscher Langstreckenläufer
- Wachendorf, Horst (* 1935), deutscher Geologe und Afrikaforscher
- Wachendorf, Maria (1913–1998), deutsche Kindergärtnerin, Hortnerin, Jugendleiterin und Wegbereiterin der Montessori-Pädagogik in Deutschland nach 1945
- Wachendorf, Wilhelm (1877–1949), deutscher Kaufmann
- Wachendorfer, Ryan (* 1996), US-amerikanischer Snowboarder
- Wachendorff, Evert Jacob van (1703–1758), niederländischer Mediziner, Botaniker und Chemiker
- Wachendorff, Martina (* 1953), deutsche Autorin, Übersetzerin und Herausgeberin
- Wachenfeld, Edmund (1878–1958), deutscher General der Artillerie
- Wachenfeld, Jacob (1855–1914), deutscher Bankier, Mitglied des Provinziallandtages der Provinz Hessen-Nassau
- Wachenfeld, Johann Heinrich (1694–1725), deutscher Porzellanmaler, Fayence- und Porzellanfabrikant
- Wachenfeld, Sigrid (1922–2018), deutsche Malerin und Schriftstellerin
- Wachenfeldt, Bertil von (1909–1995), schwedischer Leichtathlet
- Wachenheim, Hedwig (1891–1969), deutsche Sozialpolitikerin und Historikerin
- Wachenheim, Lili (1893–1989), deutsche Chemikerin
- Wachenheim, Michel (* 1951), französischer Manager
- Wachenhusen, Friedrich (1859–1925), deutscher Landschaftsmaler, Zeichner und Radierer
- Wachenhusen, Hans (1823–1898), deutscher Schriftsteller
- Wachenhusen, Johann Georg (1781–1833), deutscher Offizier und Publizist
- Wachenhusen, Otto (1820–1889), mecklenburgischer Rechtsanwalt, Notar und Politiker
- Wacher, Gerhard (1916–1990), deutscher Politiker (CSU), MdL, MdB
- Wachernig, Lukas (* 1990), österreichischer Regisseur und Autor für Musiktheater und Schauspiel

#### Wachh
- Wachholder, Kurt (1893–1961), deutscher Physiologe, Hochschullehrer und Rektor der Universität Rostock
- Wachholtz, Caspar Joachim von (1673–1736), preußischer Oberst, Chef des Garnisonsregiments Nr. 4, Mitglied des Kriegsgerichts über den damaligen Kronprinzen und späteren König Friedrich II.
- Wachholtz, Friedrich Ludwig von (1783–1841), braunschweigischer Generalmajor
- Wachholtz, Gabriele (* 1949), deutsche Unternehmerin und Verlegerin
- Wachholtz, Georg Christoph von (1646–1716), kurbrandenburgischer Oberkammerjunker, Dompropst zu Kolberg und Amtshauptmann im Kloster Marienfließ
- Wachholtz, Karl Johann Gottfried (1892–1962), deutscher Verleger
- Wachholtz, Robert von (1816–1897), herzoglich braunschweigischer Generalleutnant, Generaladjutant von Prinz Albrecht von Preußen
- Wachholtz, Ulf (1920–1969), deutscher Verleger
- Wachholtz, Uli (* 1949), deutscher Unternehmer und Verleger
- Wachholz, Adriane (* 1979), deutsche Künstlerin polnischer Herkunft
- Wachholz, Bärbel (1938–1984), deutsche Schlagersängerin
- Wachholz, EA (1945–2023), deutscher Schauspieler, Autor, Regisseur und Maler
- Wachholz, Herbert (1917–1999), deutscher Bank- und Werbekaufmann
- Wachholz, Kurt (1909–1969), deutscher SS-Hauptscharführer, Aufseher des Gestapo-Gefängnisses Kleine Festung Theresienstadt
- Wachholz, Leon (1867–1942), polnischer Rechtsmediziner und Medizinhistoriker
- Wachholz, Mark (* 1976), deutscher Autor
- Wachhorst de Wente, Friedrich (1863–1939), deutscher Politiker, Hofbesitzer, Agrarfunktionär und Politiker (DDP, NLP), MdR

#### Wachi
- Wachinger, Barbara (* 1937), deutsche römisch-katholische Moraltheologin und Hochschullehrerin
- Wachinger, Burghart (1932–2023), deutscher Germanistischer Mediävist und Hochschullehrer
- Wachinger, Lorenz (* 1936), deutscher römisch-katholischer Theologe, Psychologe, Psychotherapeut, Paarberater und Autor
- Wachinger, Michael (* 1868), Reichsgerichtsrat
- Wachiranon Ruengdach (* 2004), thailändischer Fußballspieler
- Wachirawut Phudithip (* 1999), thailändisch-norwegischer Fußballspieler

#### Wachl
- Wachler, Dietrich (1934–2004), deutscher Schriftsteller, Bibliothekar und Kritiker
- Wachler, Ernst (1803–1888), deutscher Richter und Abgeordneter
- Wachler, Ernst (1871–1945), deutscher Autor und Dramaturg
- Wachler, Ludwig (1767–1838), deutscher Lehrer, Literaturhistoriker, Bibliothekar und Hochschullehrer
- Wachler, Ludwig (1835–1908), deutscher Richter und Staatsanwalt
- Wachler, Paul (1834–1912), Generaldirektor in der Montanindustrie, Bankier
- Wachler, Peter (* 1978), deutscher Politiker (CSU), Mitglied des Bayerischen Landtags
- Wachlin, Klaus-Dieter (* 1959), deutscher Fußballspieler
- Wachlin, Oliver G. (1966–2017), deutscher Autor

#### Wachm
- Wachmann, Arno Arthur (1902–1990), deutscher Astronom
- Wachmann, Ekkehard (1937–2023), deutscher Entomologe
- Wachmann, Hermann (1579–1658), Ratsherr und Bürgermeister in Bremen
- Wachmann, Johann der Ältere (1592–1659), Bremer Syndicus und Gesandter
- Wachmann, Johann der Jüngere (1611–1685), deutscher Rechtsgelehrter und Diplomat
- Wachmistrow, Wladimir Sergejewitsch (1897–1972), russisch-sowjetischer Pilot und Luftfahrtingenieur

#### Wachn
- Wachner, Stefan (* 1964), deutscher Kameramann und Autor

#### Wacho
- Wacho, Herrscher der Langobarden
- Wacholder, Rachel (* 1975), US-amerikanische Beachvolleyballspielerin
- Wacholz, Steve (* 1962), US-amerikanischer Metal-Schlagzeuger
- Wachonin, Alexei Iwanowitsch (1935–1993), sowjetischer Gewichtheber
- Wachowiak, Daniel (* 1989), deutscher Schauspieler
- Wachowiak, Eugeniusz (* 1929), polnischer Lyriker und Übersetzer
- Wachowiak, Jutta (* 1940), deutsche Schauspielerin und HörspielsprecherinJutta Wachowiak (* 1940)

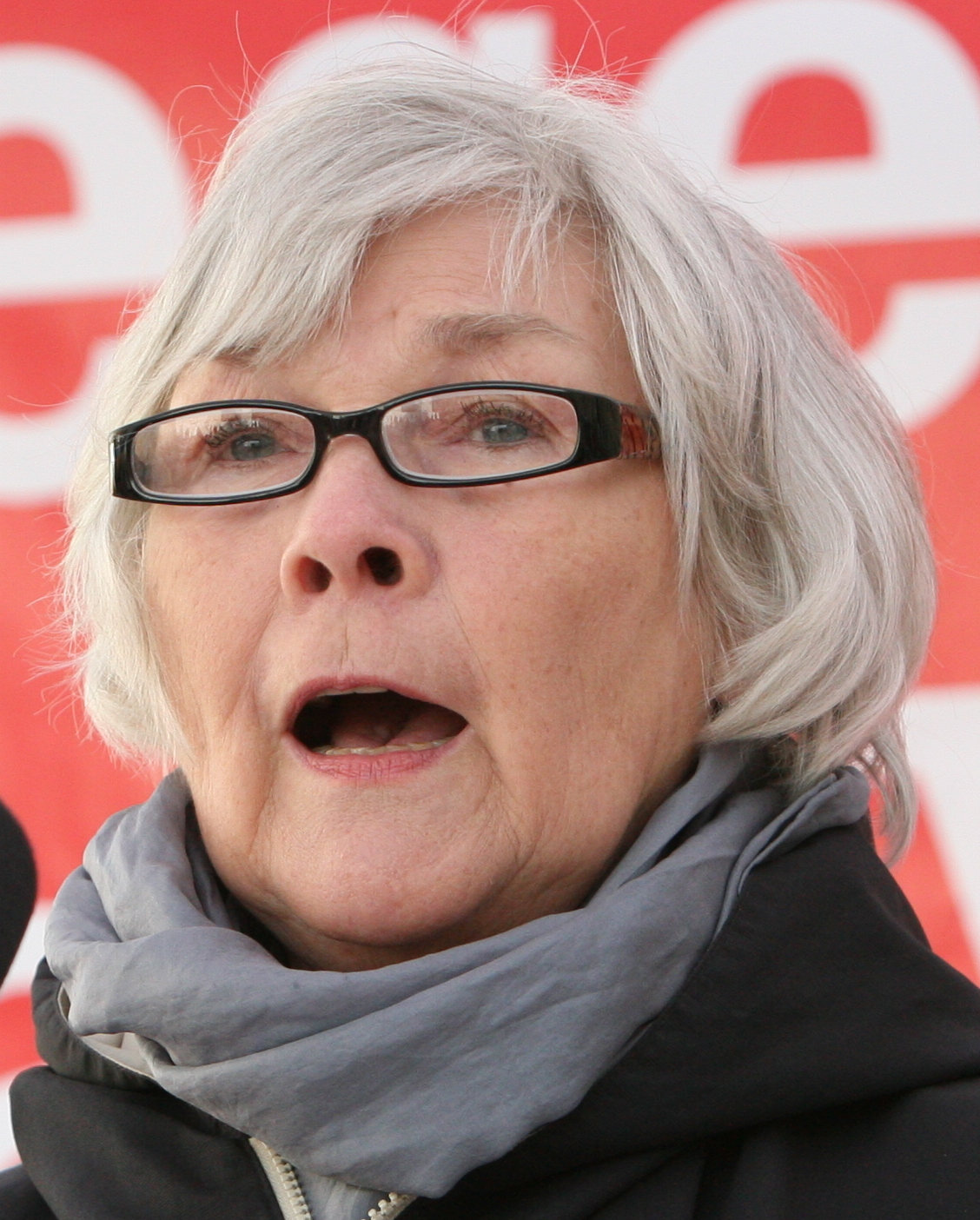
Jutta Wachowiak (* 1940)

- Wachowiak, Maria (1938–2019), polnische Schauspielerin und Regisseurin
- Wachowicz, Aleksandra (* 1992), polnische Volleyball- und Beachvolleyballspielerin
- Wachowicz, Franciszek (1916–1988), polnischer Politiker, Mitglied des Sejm
- Wachowius, Gerda (1908–1981), deutsche Politikerin (SED)
- Wachowski, Gerd (* 1950), deutscher Organist und Kirchenmusiker
- Wachowski, Lana (* 1965), US-amerikanische Drehbuchautorin und Filmregisseurin
- Wachowski, Lilly (* 1967), US-amerikanische Drehbuchautorin und Filmregisseurin
- Wachowski, Mirosław Stanisław (* 1970), polnischer Geistlicher und Diplomat des Heiligen Stuhls
- Wachowsky, Bernhard (1892–1977), katholischer Prälat
- Wachowskyj, Walerij (* 2003), ukrainischer E-Sportler

#### Wachr
- Wachruschew, Wassili Wassiljewitsch (1902–1947), sowjetischer Politiker, Ministerpräsident der RSFSR

#### Wachs
- Wachs, David (* 1980), US-amerikanischer Filmschauspieler und Filmkomponist
- Wachs, Friedrich (1892–1963), deutscher promovierter Dipl.-Ing. und Chemikalienunternehmer
- Wachs, Heinrich (1796–1875), deutscher Verwaltungsbeamter, Landrat und Regierungsdirektor
- Wachs, Heinrich (1822–1895), deutscher Mediziner, Gutsbesitzer und Politiker (NLP), MdR
- Wachs, Johann George (1779–1834), deutscher Gutsbesitzer und Abgeordneter
- Wachs, Marc (* 1995), deutscher Fußballspieler
- Wachs, Michelle L. (* 1952), US-amerikanische Mathematikerin und Hochschullehrerin
- Wachs, Otto (1874–1941), deutscher Verwaltungsbeamter
- Wachs, Otto (1909–1998), deutscher Bankier, Manager in der Schifffahrtsindustrie und Regattasegler
- Wachs, Philipp-Christian (* 1967), deutscher Historiker
- Wachs, Robert (1921–1989), deutscher Politiker (CDU), Mitglied des Abgeordnetenhauses von Berlin
- Wachs, Rudolph von (1850–1916), preußischer General der Infanterie
- Wachs, Sabine (* 1960), deutsche Porzellangestalterin
- Wachsberger, Artur (1891–1943), Architekt und Kunsthistoriker
- Wachsberger, Patrick (* 1951), US-amerikanisch-französischer Filmproduzent
- Wachschlager, Carl Jacob (1718–1797), Bürgermeister von Thorn
- Wachschlager, Daniel (1623–1689), Bürgermeister von Thorn
- Wachschlager, Georg (1648–1720), deutscher Diplomatvi in schwedischen Diensten und Hofkanzler in Stockholm
- Wachse, Johann Friedrich Wilhelm († 1773), deutscher evangelischer Pfarrer, Schriftsteller und Geschichtsforscher
- Wachsman, Gillian (* 1966), US-amerikanische Eiskunstläuferin
- Wachsmann, Albrecht (* 1944), deutscher Fußballspieler
- Wachsmann, Alfons Maria (1896–1944), deutscher römisch-katholischer Theologe und Widerstandskämpfer gegen den Nationalsozialismus
- Wachsmann, Anton, preußischer Zeichner und Kupferstecher
- Wachsmann, Bruno (1888–1951), deutscher Verwaltungsjurist und Landrat
- Wachsmann, Felix (1904–1995), deutscher Elektrotechniker, Röntgenphysiker und Hochschullehrer
- Wachsmann, Georg († 1760), deutscher Orgelbauer in Siebenbürgen
- Wachsmann, Johann Joachim (1787–1853), deutscher Komponist und Chordirigent
- Wachsmann, Jutta (* 1944), österreichische Schauspielerin und Theaterregisseurin
- Wachsmann, Karl Adolf von (1787–1862), deutscher Schriftsteller
- Wachsmann, Kiril (* 1984), US-amerikanisch-deutsch-uruguayischer Basketballspieler
- Wachsmann, Klaus (1907–1984), deutsch-britischer Musikethnologe
- Wachsmann, Konrad (1901–1980), deutsch-US-amerikanischer Architekt
- Wachsmann, Kurt (1886–1944), deutscher Jurist und Staatsbeamter
- Wachsmann, Nikolaus (* 1971), deutscher Historiker und Universitätslehrer
- Wachsmann, Philipp (* 1944), englischer Violinist
- Wachsmut von Künzingen, Minnesänger
- Wachsmut von Mühlhausen, deutscher Minnesänger
- Wachsmuth, Adolf (1827–1865), deutscher Psychiater
- Wachsmuth, Andreas Bruno (1890–1981), deutscher Germanist und Literaturwissenschaftler
- Wachsmuth, Charles (1829–1896), deutschamerikanischer Paläontologe
- Wachsmuth, Curt (1837–1905), deutscher Klassischer Philologe und Althistoriker
- Wachsmuth, Dietrich (1925–2007), deutscher Klassischer Philologe
- Wachsmuth, Fee, deutsche Kinderdarstellerin
- Wachsmuth, Franz Rudolf (1810–1903), deutscher Jurist und Politiker
- Wachsmuth, Friedrich (1803–1868), deutscher Jurist und Politiker
- Wachsmuth, Friedrich Wilhelm (1797–1859), deutscher Mediziner und Politiker
- Wachsmuth, Georg (1816–1887), Bürgermeister und Abgeordneter
- Wachsmuth, Guenther (1893–1963), deutscher Anthroposoph
- Wachsmuth, Hans-Joachim (1934–2024), deutscher Verwaltungsjurist in Bayern
- Wachsmuth, Helene (1844–1931), deutsche Schriftstellerin und Malerin
- Wachsmuth, Horst (1933–2008), deutscher Physiker
- Wachsmuth, Ipke (* 1950), deutscher Informatiker und Hochschullehrer
- Wachsmuth, Karl (1871–1937), deutscher Unternehmer, Mitglied des Provinziallandtages der Provinz Hessen-Nassau
- Wachsmuth, Karl-Heinz (1918–1998), deutscher Brigadegeneral, Unterabteilungsleiter im Bundesnachrichtendienst
- Wachsmuth, Maximilian (* 1859), deutscher Landschafts- und Genremaler
- Wachsmuth, Richard (1840–1910), deutscher Altphilologe, Lehrer und erster Schuldirektor des hannoverschen Kaiser Wilhelm-Gymnasiums
- Wachsmuth, Richard (1868–1941), deutscher Experimentalphysiker und Hochschullehrer
- Wachsmuth, Simon (* 1964), deutscher Medien- und Konzeptkünstler
- Wachsmuth, Toni (* 1986), deutscher Fußballspieler
- Wachsmuth, Walter (1882–1964), deutscher Komponist, Violinist, Musikpädagoge und Konzertveranstalter
- Wachsmuth, Werner (1900–1990), deutscher Chirurg, Sanitätsoffizier und HochschullehrerWerner Wachsmuth (1900–1990)

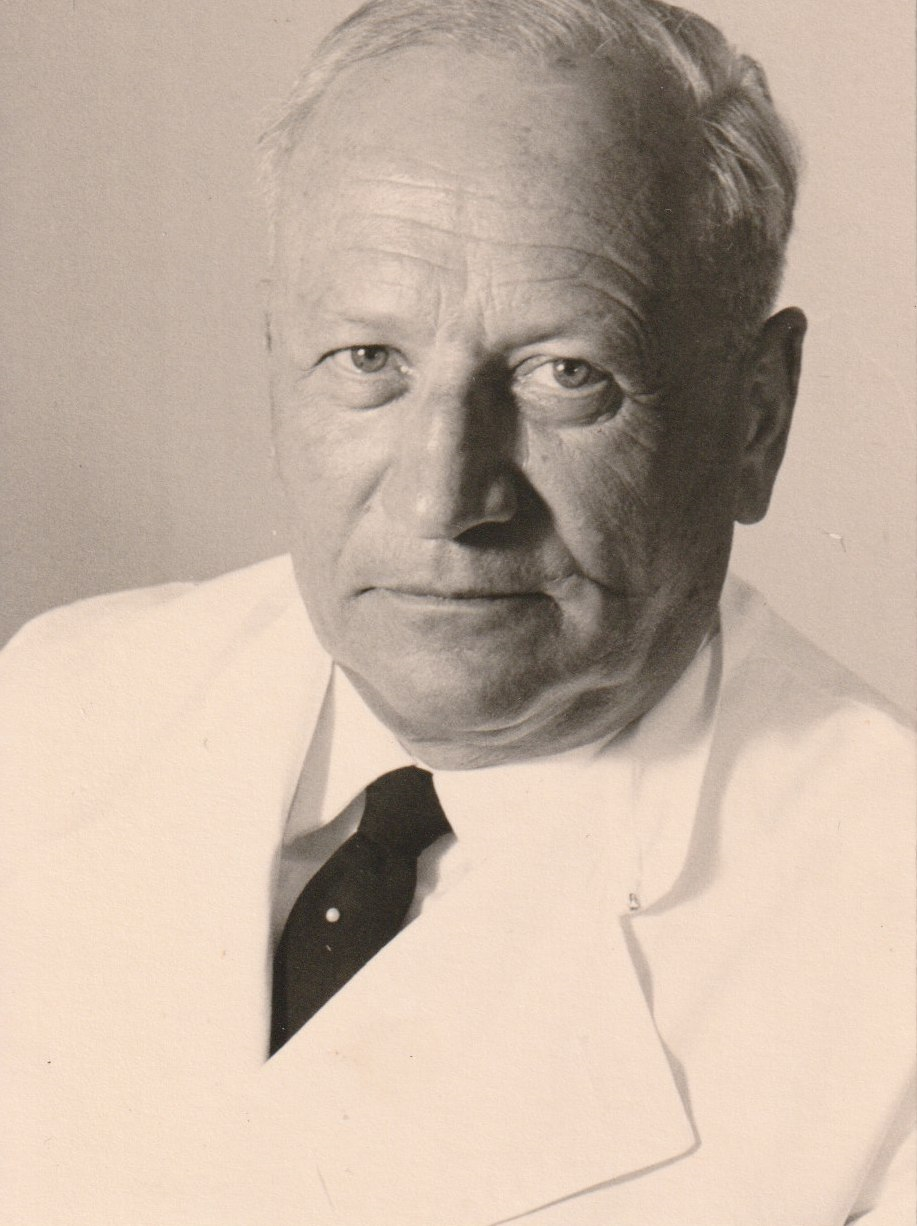
Werner Wachsmuth (1900–1990)

- Wachsmuth, Werner (1940–1977), deutscher Schauspieler, Hörspielsprecher und Winnetou-Darsteller
- Wachsmuth, Wilhelm (1784–1866), deutscher Historiker und Hochschullehrer
- Wachstein, Bernhard (1868–1935), jüdischer Gelehrter und Bibliograph
- Wachstein, Sonia (1907–2001), austroamerikanische Sozialarbeiterin

#### Wacht
- Wachta, Hansjörg (1940–2013), österreichischer Sportjournalist
- Wachtang I. Gorgassali (440–502), georgischer König
- Wachtang II. († 1292), König von Georgien
- Wachtang III. (1276–1308), Herrscher des mittelalterlichen Georgiens
- Wachtang VI. (1675–1737), georgischer Staatspräsident
- Wachtangadse, Muchran (* 1973), georgischer Ringer
- Wachtangow, Jewgeni Bagrationowitsch (1883–1922), russischer Schauspieler und Theaterregisseur
- Wachtel, Alfred (1871–1961), deutscher Ingenieur
- Wachtel, Alois (1910–1968), deutscher Historiker
- Wachtel, Charlie, US-amerikanischer Drehbuchautor und Filmproduzent
- Wachtel, Christine (* 1965), deutsche Mittelstreckenläuferin
- Wachtel, Erna (1907–1995), deutschamerikanische Turnerin, Trainerin und Sachbuchautorin
- Wachtel, Friedrich (1897–1965), Politiker (CDU), MdL Thüringen, stellv. OB Erfurt
- Wachtel, Hellmuth (1925–2015), österreichischer Kynologe
- Wachtel, Ingo (1912–1990), deutscher Parteifunktionär (SPD//SED)
- Wachtel, Klaus (* 1937), deutscher Althistoriker und Epigraphiker
- Wachtel, Ludwig († 1954), Chefredakteur in Berlin
- Wachtel, Max (1896–1963), deutscher Politiker (KPD/SED) und Gewerkschafter
- Wachtel, Max (1897–1982), deutscher Offizier und Flughafenmanager
- Wachtel, Siegfried (* 1932), deutscher Fußballspieler
- Wachtel, Stefan (* 1960), deutscher Redner und Coach
- Wachtel, Theodor (1823–1893), deutscher Sänger (Tenor)
- Wachtel, Waddy (* 1947), US-amerikanischer Gitarrist, Komponist und ProduzentWaddy Wachtel (* 1947)

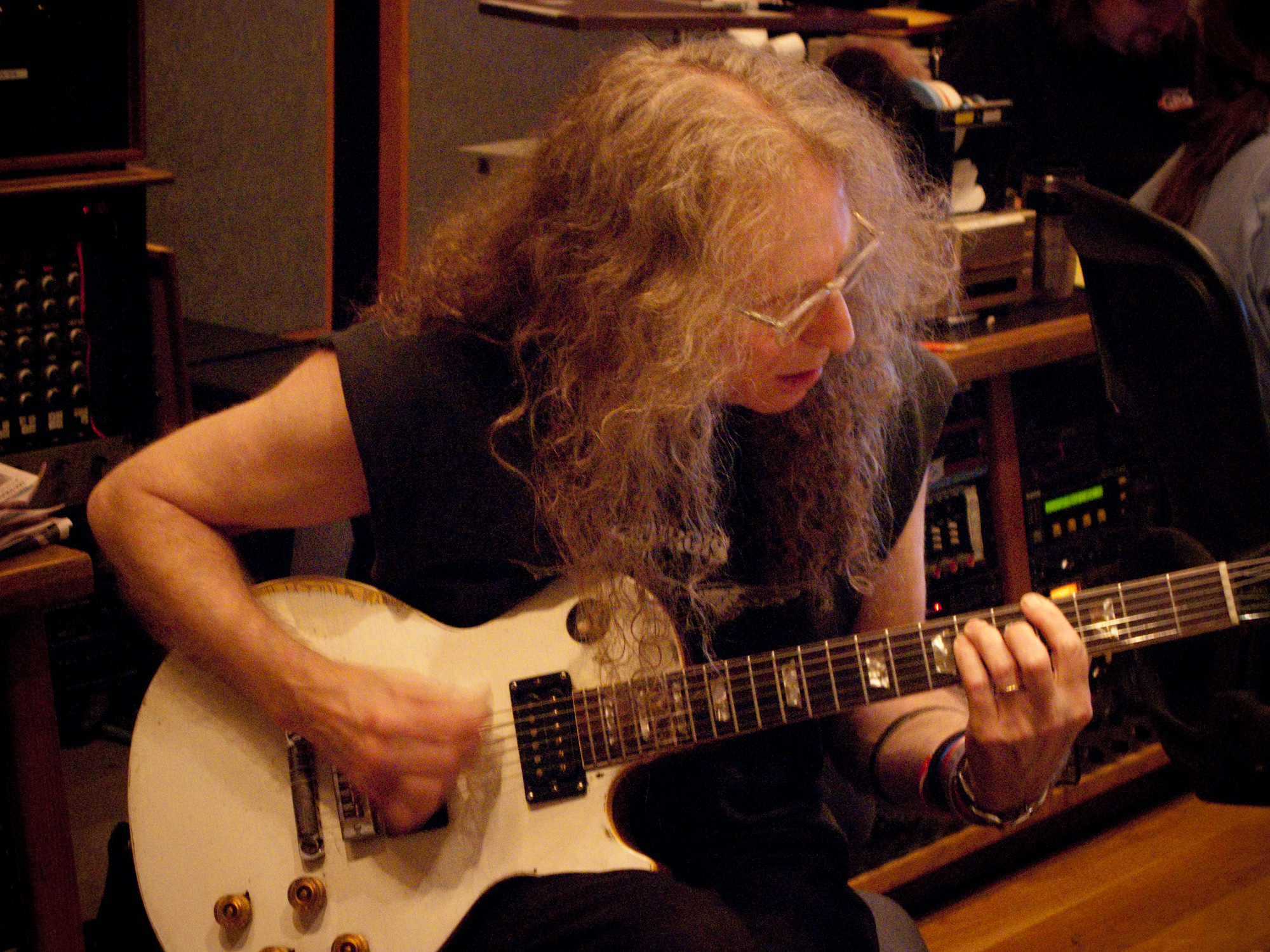
Waddy Wachtel (* 1947)

- Wachten, Kunibert (* 1952), deutscher Architekt und Stadtplaner
- Wachtendonck zu Germenseel, Hermann von († 1581), Domherr in Münster
- Wachtendonck, Arnold von († 1633), Domherr in Münster, Hildesheim und Lüttich
- Wachtendonck, Joannes (1592–1668), römisch-katholischer Theologe und Erzbischof
- Wachtendonk, Hermann Adrian von (1666–1702), kaiserlicher Kammerherr, kurpfälzischer Geheimrat, Oberamtmann und Burggraf
- Wachtendonk, Hermann Arnold von (1694–1768), kurpfälzischer Geheimrat und Minister
- Wachtendonk, Hermann von († 1704), Großprior des deutschen Johanniterordens
- Wachtendonk, Johann Edmund von († 1759), Domherr in Münster und Osnabrück
- Wachtendonk, Karl Franz von (1668–1731), Dompropst in Münster (1729–1731)
- Wachtendonk, Wilhelm (1906–1975), deutscher Kommunalpolitiker (CDU)
- Wachtendonk, Wilhelm von († 1439), Sohn des geldrischen Herzogs Rainald IV. (Jülich-Geldern) und ab 1420 Drost von Krickenbeck
- Wachtendorf, Heinz (1908–2000), deutscher Verwaltungsjurist
- Wachtentreu, Karl Joseph Franz Wolf von (1790–1875), österreich-ungarischer Feldmarschallleutnant, kommandierender General des Temescher Banats und Festungskommandant von Temeswar
- Wächter, Adolf (1873–1954), deutscher Oberbürgermeister und Ehrenbürger der Stadt Bamberg
- Wächter, Adolf (1917–2013), deutscher Bankmanager
- Wachter, Alexandra (* 1989), österreichische Politikjournalistin und TV-Moderatorin
- Wachter, Andreas (* 1951), deutscher Maler
- Wachter, Andreas (* 1951), deutscher Fußballspieler
- Wachter, Anita (* 1967), österreichische SkirennläuferinAnita Wachter (* 1967)

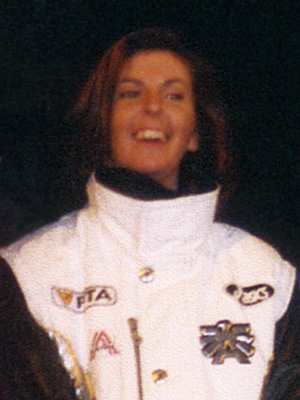
Anita Wachter (* 1967)

- Wächter, Anne (1931–2025), deutsche Natur- und Umweltschützerin
- Wachter, Annina (* 1993), österreichische Opernsängerin
- Wächter, August von (1807–1879), württembergischer Diplomat und Politiker
- Wachter, Berndt (1921–1998), deutscher Lehrer und Archäologe
- Wachter, Christian (* 1949), österreichischer Fotograf
- Wachter, Clemens (* 1966), deutscher Archivar
- Wächter, Constanze (* 1988), deutsche Schauspielerin
- Wachter, Cornel (* 1961), deutscher Maler und Bildhauer
- Wächter, Cornelia, deutsche Anglistin
- Wachter, Daniel von (* 1970), deutscher Religionsphilosoph und Direktor der Internationalen Akademie für Philosophie im Fürstentum Liechtenstein
- Wächter, Detlef (* 1966), deutscher Diplomat
- Wachter, Dominik (* 1988), deutscher Koch
- Wächter, Eberhard von (1762–1852), deutscher Maler
- Wachter, Ed (1883–1966), US-amerikanischer Basketballspieler
- Wächter, Edmund (* 1954), deutscher Flötist, Autor, Herausgeber und Dozent
- Wächter, Eduard (1865–1947), Theologe
- Wachter, Emil (1921–2012), deutscher Bildender KünstlerEmil Wachter (1921–2012)

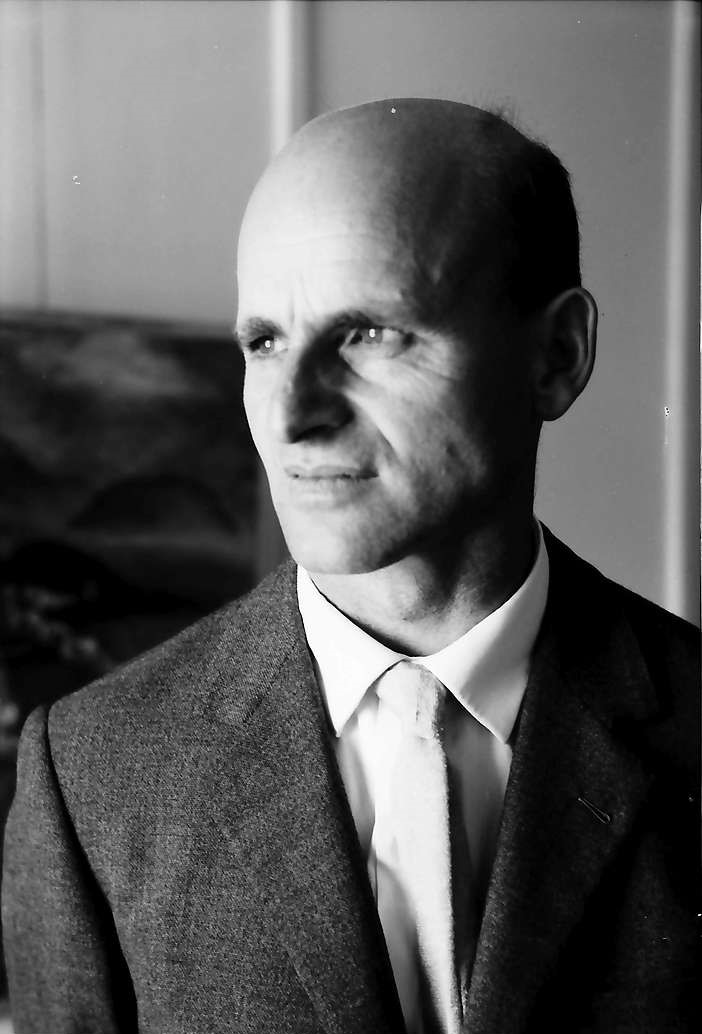
Emil Wachter (1921–2012)

- Wächter, Erich (1908–1971), deutscher Politiker (CDU), MdV
- Wachter, Ernst (1872–1931), deutscher Opernsänger und Musikpädagoge
- Wachter, Felix (1923–2004), österreichischer Politiker (ÖVP), Landtagsabgeordneter im Burgenland
- Wachter, Ferdinand (1794–1861), deutscher Historiker und Hochschullehrer
- Wachter, Frank Charles (1861–1910), US-amerikanischer Politiker
- Wachter, Franz (1853–1923), deutscher Historiker und Archivar
- Wachter, Franz (1902–1992), österreichischer Politiker (ÖVP), Landtagsabgeordneter im Burgenland
- Wächter, Franz (* 1929), deutscher Fußballspieler
- Wachter, Franz Josef (1867–1951), österreichischer Politiker, Abgeordneter zum Vorarlberger Landtag
- Wächter, Franz-Joseph (1878–1959), deutscher Politiker (CSU), Mitglied der Verfassunggebenden Landesversammlung in Bayern
- Wächter, Friedrich (1767–1840), Oberamtmann beim Oberamt Heilbronn, Direktor des Stuttgarter Strafanstaltenkollegiums
- Wachter, Friedrich Karl von (1891–1975), deutscher Generalleutnant im Zweiten Weltkrieg
- Wachter, Friedrich Ludwig (1792–1817), deutscher Mathematiker
- Wachter, Friedrich von (1788–1876), Großherzoglich Hessischer General der Infanterie und Kriegsminister
- Wachter, Georg (1809–1863), österreichischer Maler
- Wächter, Georg Christoph (1729–1790), kurpfälzischer Medailleur
- Wachter, Georg von (1860–1926), preußischer Generalleutnant
- Wachter, Gerhard (1929–2004), deutscher Veterinär und General
- Wächter, Gerhard (1946–2022), deutscher Politiker (CDU), MdL, MdB
- Wächter, Gerold (1906–1992), deutscher Politiker (FDP), MdL, MdB
- Wachter, Gustav (* 1945), deutscher Rechtswissenschaftler
- Wachter, Hans (1891–1953), deutscher Bürgermeister
- Wachter, Hans (1931–2005), deutscher Bildhauer
- Wachter, Hans-Joachim von (* 1964), deutscher Jurist und Direktor bei der Bremischen Bürgerschaft
- Wächter, Hartmut (1938–2013), deutscher Wirtschaftswissenschaftler
- Wachter, Heinrich (1892–1957), österreichischer Politiker, Landtagsabgeordneter zum Vorarlberger Landtag
- Wächter, Heinrich (* 1950), deutscher Koch
- Wachter, Helmut (1929–2012), österreichischer Mediziner
- Wächter, Herbert (1932–1996), deutscher Maler und Grafiker
- Wachter, Herbert (* 1950), österreichischer Skilangläufer
- Wächter, Hermann (1816–1903), Pfarrer, Landtagspräsident in Schwarzburg-Rudolstadt
- Wächter, Hermann (1876–1954), deutscher Politiker (Wirtschaftspartei), MdL
- Wächter, Hermann (* 1937), deutscher Schauspieler und Autor
- Wächter, Horst (* 1939), österreichischer Schlossherr
- Wachter, Hubert (* 1950), österreichischer Journalist, Publizist und Autor
- Wächter, Joachim (1926–2017), deutscher Archivar und Historiker
- Wächter, Johann (1767–1827), österreichischer evangelisch-lutherischer Theologe
- Wachter, Johann (1884–1959), liechtensteinischer Politiker (VU)
- Wachter, Johann (1888–1957), österreichischer Politiker (SPÖ), Landtagsabgeordneter
- Wächter, Johann Michael (1794–1853), österreichischer Opernsänger (Bassbariton) sowie sächsischer Kammersänger
- Wachter, Johann Peter († 1690), Architekt und Hofbaumeister des Barock in Deutschland
- Wächter, Josef (1866–1949), österreichischer General und Minister für Heerwesen
- Wachter, Josef (1877–1941), österreichischer Politiker (CS), Landtagsabgeordneter
- Wächter, Julius, bayerischer Politiker
- Wachter, Julius (1899–1986), österreichischer Politiker und Unternehmer
- Wächter, Karina (* 1990), deutsche Politikerin (CDU), MdLKarina Wächter (* 1990)

Karina Wächter (* 1990)

- Wachter, Karl (1764–1822), deutscher katholischer Geistlicher und Professor für Kirchenrecht
- Wächter, Karl Alfred von (1844–1914), deutscher Rittergutsbesitzer und Politiker
- Wächter, Karl Eberhard von (1758–1829), Jurist, württembergischer Beamter und Innenminister
- Wächter, Karl Georg von (1797–1880), deutscher Jurist
- Wachter, Karl von (1851–1908), preußischer Generalleutnant
- Wächter, Katja (* 1982), deutsche Florettfechterin
- Wächter, Leonhard (1762–1837), deutscher Schriftsteller
- Wächter, Lilly (1899–1989), deutsche Funktionärin des Demokratischen Frauenbund Deutschlands
- Wächter, Lothar (* 1952), deutscher römisch-katholischer Theologe, Offizial und Professor für Kirchenrecht
- Wachter, Manfred (1938–2000), deutscher Astronom und Unternehmer
- Wachter, Manfred (* 1969), österreichischer Fußballspieler und Fußballtrainer
- Wachter, Maria (1910–2010), deutsche Widerstandskämpferin gegen den Nationalsozialismus
- Wächter, Martin (* 1960), deutscher Kommunalpolitiker (CDU) und hauptamtlicher Bürgermeister
- Wachter, Matthew (* 1976), US-amerikanischer Bassist
- Wächter, Maximilian von (1811–1884), Erster Bürgermeister der Stadt Nürnberg (1854–1867)
- Wachter, Michael (1841–1907), deutscher Lithograf und Kalligraf
- Wächter, Michael (* 1986), deutscher Schauspieler und Hörspielsprecher
- Wächter, Oskar von (1825–1902), deutscher Jurist
- Wächter, Otto (1901–1949), österreichischer Rechtsanwalt und Politiker (NSDAP), SS-Gruppenführer, Gouverneur des Distrikts GalizienOtto Wächter (1901–1949)

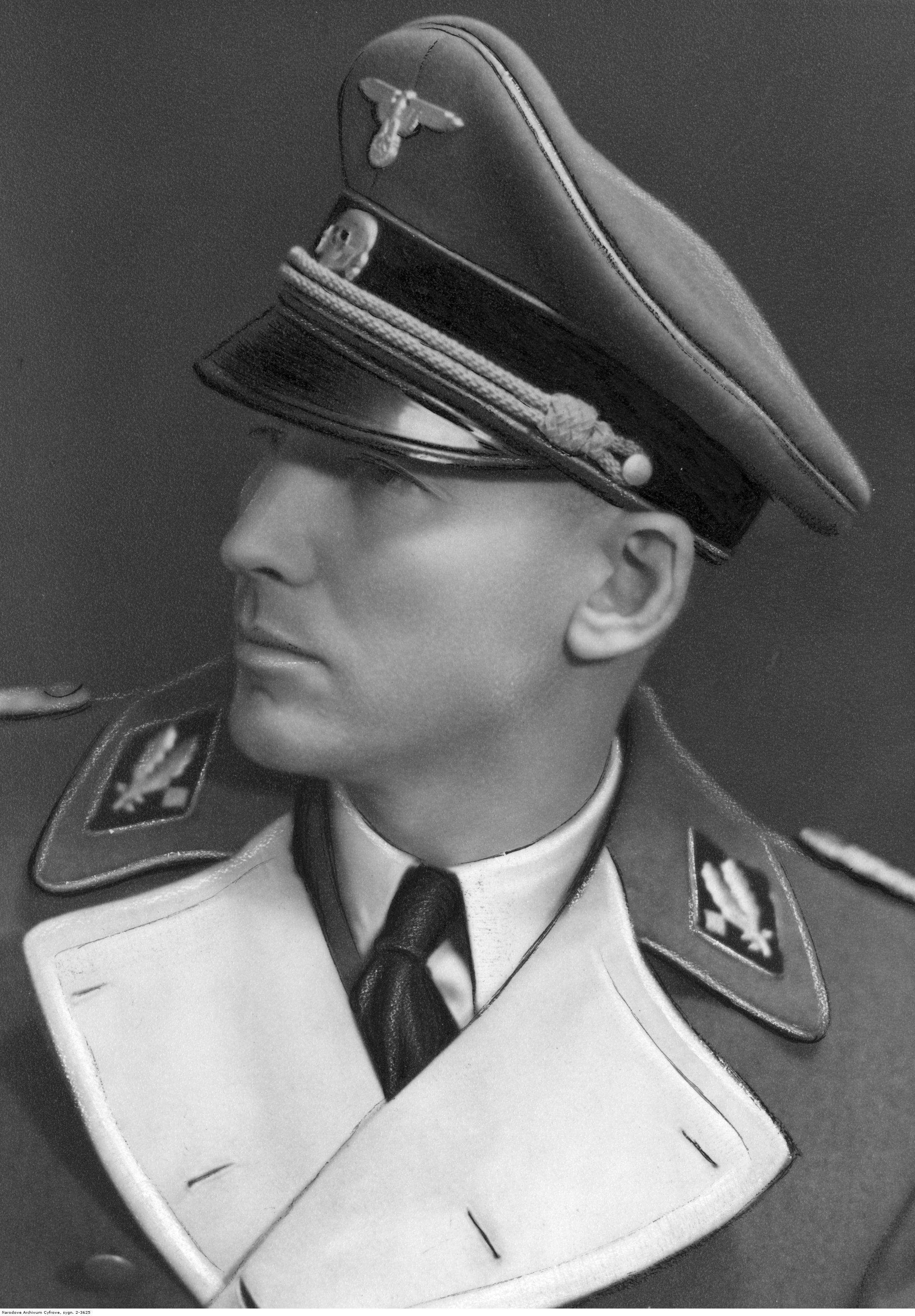
Otto Wächter (1901–1949)

- Wachter, Philipp (* 1995), deutscher Eishockeyspieler
- Wachter, Rosa (1911–1972), liechtensteinische Fürsorgerin
- Wachter, Rotraud von (* 1910), deutsche Fechterin
- Wachter, Rudolf (1923–2011), deutscher Holzbildhauer
- Wachter, Rudolf (* 1954), Schweizer Sprachwissenschaftler und Klassischer Philologe
- Wachter, Sandra, österreichische Rechtswissenschaftlerin und Hochschullehrerin
- Wachter, Sarah (* 1999), deutsche Handballspielerin
- Wachter, Sebastian (* 1996), österreichischer Fußballspieler
- Wächter, Stefan (* 1978), deutscher FußballtorhüterStefan Wächter (* 1978)

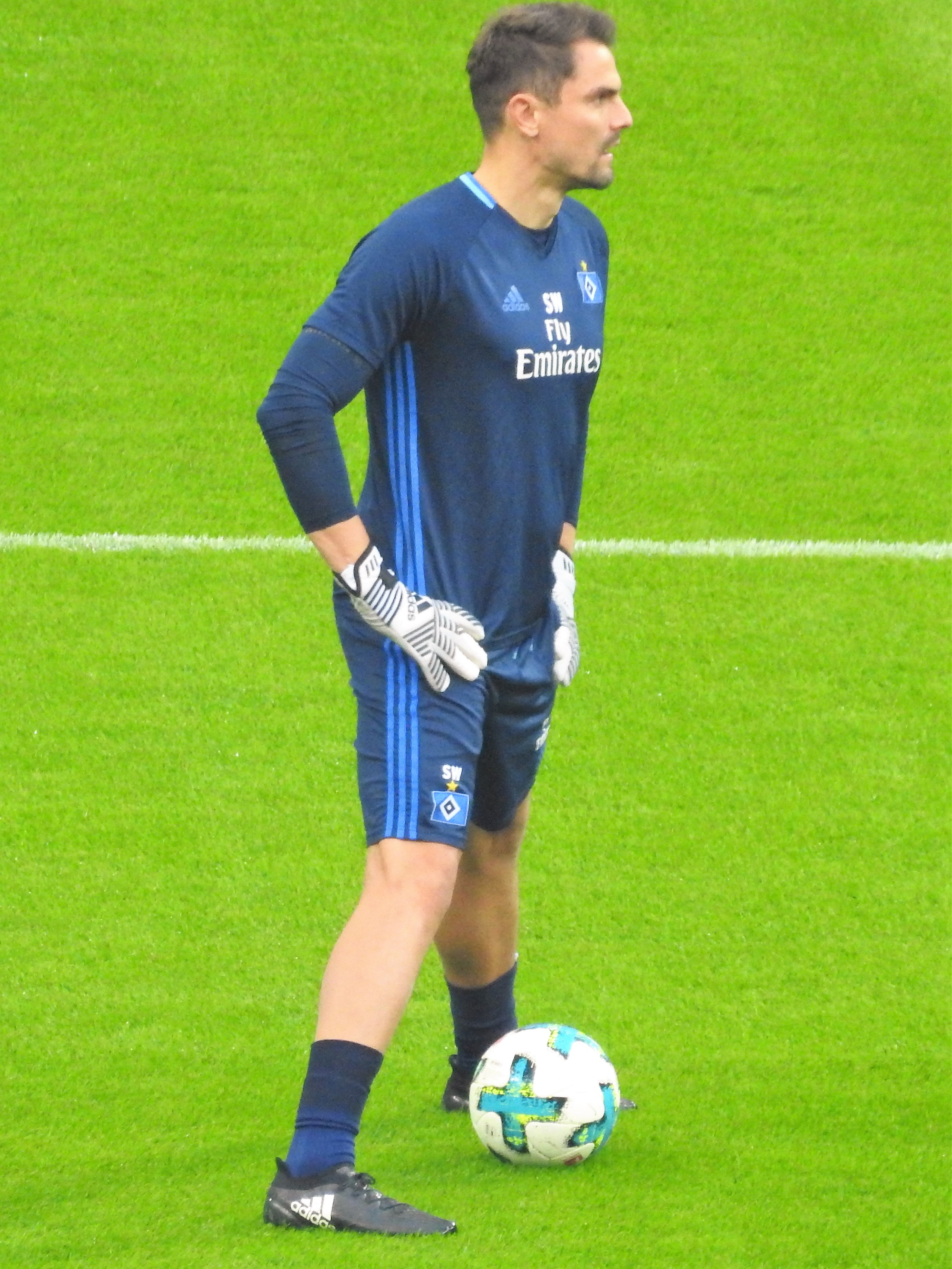
Stefan Wächter (* 1978)

- Wächter, Stefan (* 1997), deutscher Fußballspieler
- Wächter, Steve (* 1979), deutscher Opernsänger
- Wächter, Suse (* 1969), deutsche Puppenspielerin und Puppenbauerin
- Wächter, Theodor von (1865–1943), deutscher evangelischer Theologe und Sozialdemokrat
- Wachter, Thomas (1968–2023), deutscher Jurist und Rechtswissenschaftler
- Wächter, Tobias (* 1988), deutscher Bahnradfahrer
- Wächter, Torkel S. (* 1961), schwedischer Schriftsteller und Künstler deutscher Abstammung
- Wachter, Volker (* 1960), deutscher Filmhistoriker und Publizist
- Wächter, Walter (1913–1983), deutscher Psychologe und Hochschullehrer
- Wächter, Werner (1902–1946), deutscher Politiker (NSDAP), MdR und Parteifunktionär
- Wächter, Wilhelm (1906–1943), deutscher römisch-katholischer Geistlicher, Steyler Missionar und Märtyrer
- Wachter, Winfried (1921–2018), deutscher Politiker (FDP), MdL
- Wächter, Wolfgang (1940–2021), deutscher Buchrestaurator
- Wachter-Schneider, Martha (1883–1978), Schweizer Sozialarbeiterin
- Wächtershäuser, Günter (* 1938), deutscher Patentanwalt und Biochemiker
- Wächtler, Christfried (1652–1732), deutscher Jurist und Polyhistor
- Wächtler, Dieter (* 1939), deutscher Fräser, Mitglied der Volkskammer der DDR
- Wächtler, Eberhard (1929–2010), deutscher Wirtschaftshistoriker
- Wächtler, Fritz (1891–1945), deutscher NSDAP-Gauleiter, SS-Obergruppenführer, Politiker (NSDAP), MdRFritz Wächtler (1891–1945)

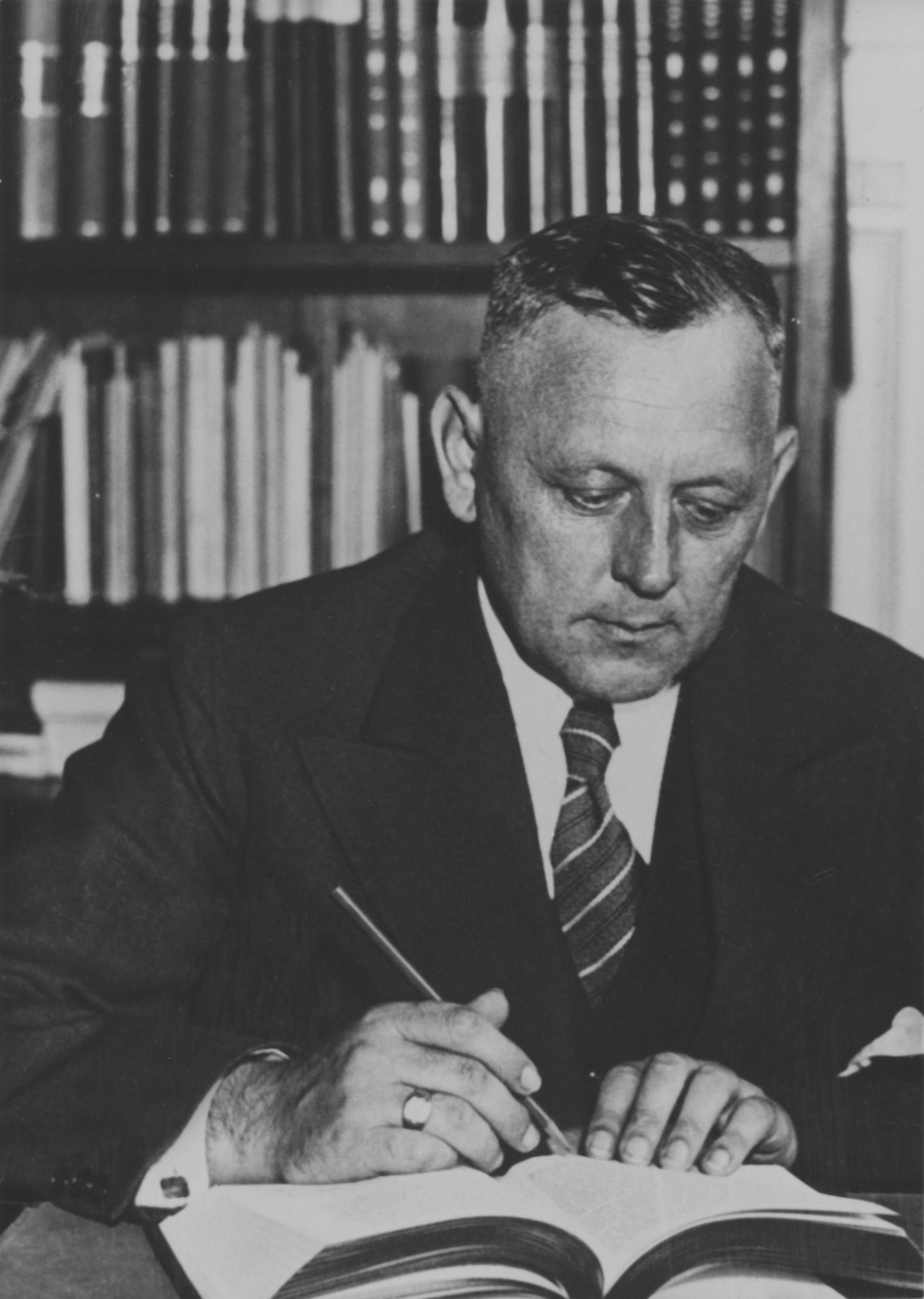
Fritz Wächtler (1891–1945)

- Wachtler, Günther (* 1944), deutscher Soziologe
- Wachtler, Hans (* 1872), deutscher Gymnasiallehrer und Altphilologe
- Wächtler, Jacob (1638–1702), deutscher lutherischer Theologe und Superintendent der Städte Gommern und Belzig
- Wächtler, Klaus (1938–2017), deutscher Zoologe, Neurobiologe und Ökologe
- Wächtler, Leopold (1896–1988), deutscher Grafiker
- Wachtler, Maria (1935–2016), österreichische Don-Bosco-Schwester und Missionarin
- Wächtler, Maria (* 1981), deutsche Chemikerin
- Wächtler, Martin, deutsches Entführungsopfer
- Wachtler, Michael (* 1959), italienischer Filmemacher und Schriftsteller
- Wachtmeister zu Johannishus, Hans (1641–1714), schwedischer Admiral, Feldherr und PolitikerHans Wachtmeister zu Johannishus (1641–1714)

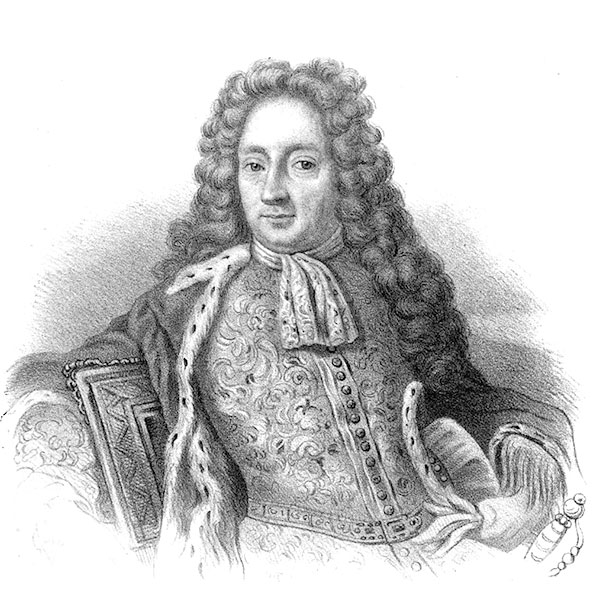
Hans Wachtmeister zu Johannishus (1641–1714)

- Wachtmeister, Axel (1643–1699), schwedischer Feldmarschall
- Wachtmeister, Carl (1823–1871), schwedischer Diplomat und Gesandter, Außenminister (1868–1871)
- Wachtmeister, Carl Hans (1689–1736), schwedischer Admiral
- Wachtmeister, Constance (1838–1910), französisch-englische Theosophin
- Wachtmeister, Hans († 1590), schwedischer Feldmarschall
- Wachtmeister, Rosina (* 1939), österreichische Künstlerin
- Wachtsmuth, Friedrich (1883–1975), deutscher Kunsthistoriker
- Wachtsmuth, Paul (1879–1919), evangelisch-lutherischer Geistlicher, deutsch-baltischer Märtyrer
- Wachtsmuth, Wolfgang (1876–1964), deutschbaltischer Pädagoge und Autor
- Wachtveitl, Udo (* 1958), deutscher SchauspielerUdo Wachtveitl (* 1958)

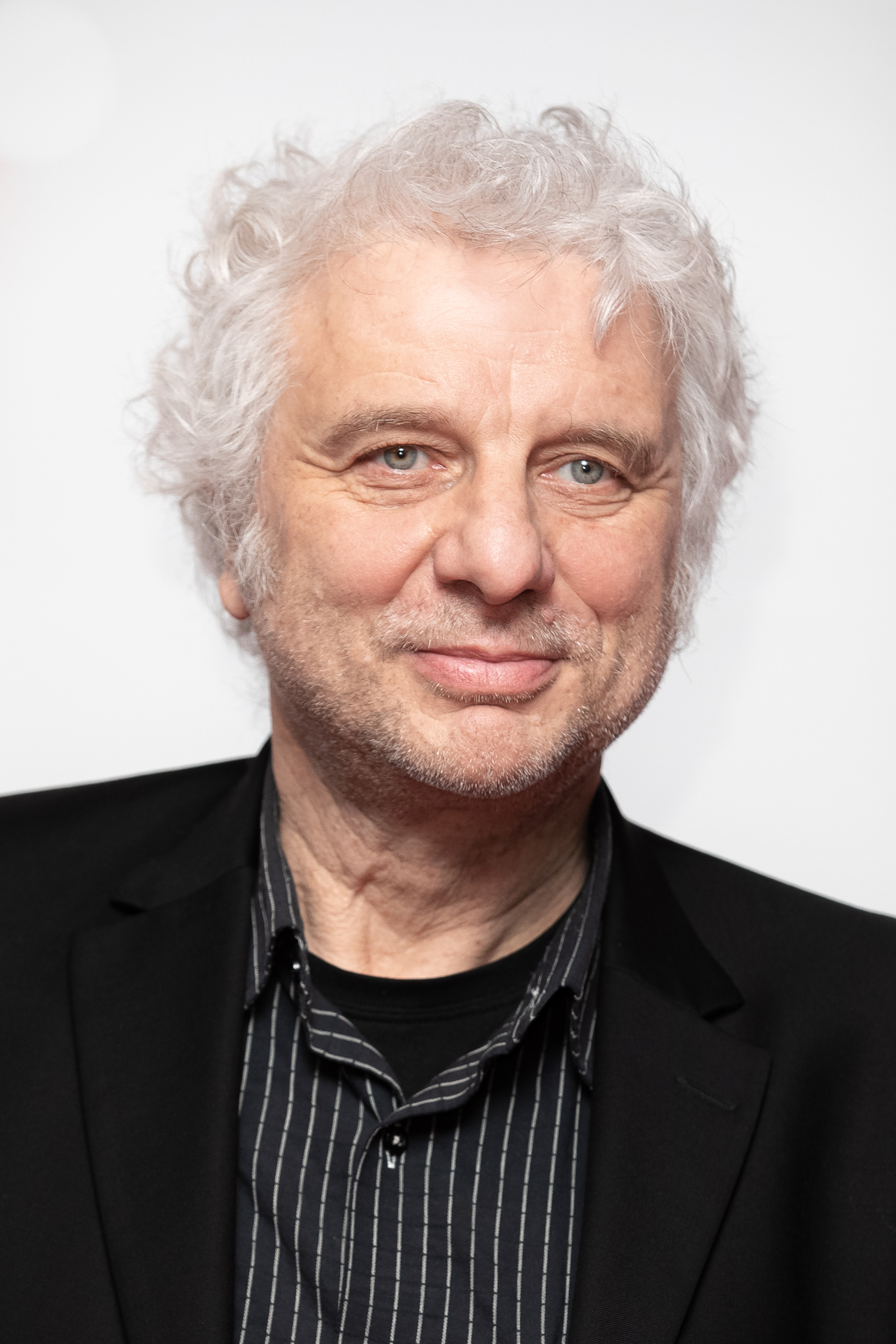
Udo Wachtveitl (* 1958)

#### Wachu
- Wachuku, Jaja (1918–1996), nigerianischer Politiker und Diplomat

#### Wachw
- Wachweger, Dieter (* 1919), deutscher Jurist und Ministerialbeamter
- Wachweger, Thomas (1943–2015), deutscher Künstler

### Waci
- Wacik, Franz (1883–1938), österreichischer Maler, Grafiker
- Waciuma, Charity (* 1936), kenianische Autorin

### Wack
- Wack, Franz-Xaver (* 1965), deutscher Fußballschiedsrichter
- Wack, Gerhard (* 1945), deutscher Politiker, Staatssekretär im Saarland
- Wack, Harald (* 1967), deutscher Jurist, Gerichtspräsident und Verfassungsrichter
- Wack, Ralf (* 1967), deutscher Poolbillardspieler
- Wack, Siegfried (* 1943), deutscher Politiker (CDU), Landrat
- Wack, William (* 1967), US-amerikanischer Ordensgeistlicher, Bischof von Pensacola-Tallahassee
- Wackarž, Leopold (1810–1901), österreichischer Abt
- Wacke, Andreas (* 1936), deutscher Rechtswissenschaftler und ehemaliger Hochschullehrer
- Wacke, Christoph (1596–1649), deutscher Rechtswissenschaftler
- Wacke, Gerhard (1902–1976), deutscher Rechtswissenschaftler und Hochschullehrer
- Wackel, Peter (* 1977), deutscher Sänger und AlleinunterhalterPeter Wackel (* 1977)

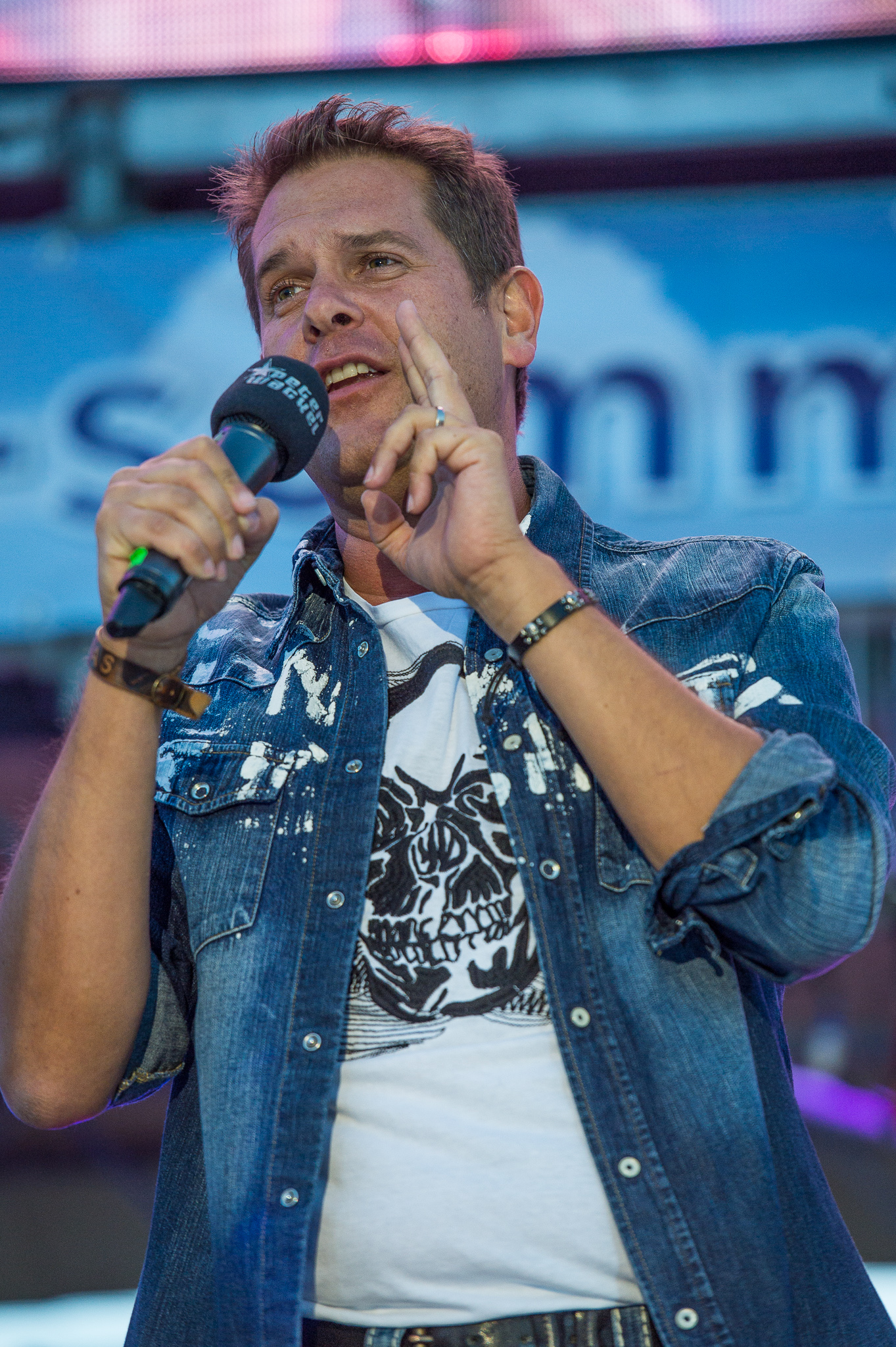
Peter Wackel (* 1977)

- Wacken, Nikolaus von (1736–1834), österreichischer Beamter
- Wackenheim, Michel (* 1945), französischer römisch-katholischer Priester, Kirchenmusiker und Autor
- Wackenroder, Christoph Benjamin (1729–1808), preußischer Jurist und Bürgermeister von Berlin
- Wackenroder, Ernst (1876–1959), deutscher Kunsthistoriker und Denkmalpfleger
- Wackenroder, Ernst Heinrich (1660–1734), deutscher lutherischer Geistlicher, Kirchenhistoriker
- Wackenroder, Heinrich (1798–1854), deutscher Chemiker und Pharmazeut
- Wackenroder, Wilhelm Heinrich (1773–1798), deutscher Schriftsteller der Romantik
- Wacker von Wackenfels, Johann Matthäus (1550–1619), Berater und Jurist
- Wacker, Alois (* 1942), deutscher Psychologe und emer. Hochschullehrer
- Wacker, Arno, deutscher Hochschullehrer und Kryptologe
- Wacker, August (1902–1963), deutscher Politiker (CDU), MdL
- Wacker, Christian (* 1966), deutscher Klassischer Archäologe und Sporthistoriker
- Wacker, Elisabeth (* 1954), deutsche Wissenschaftlerin
- Wacker, Emil (1839–1913), evangelischer Theologe
- Wacker, Erich (* 1933), deutscher Fußballspieler
- Wacker, Erro, deutscher Sprecher und Moderator
- Wacker, Eugen (* 1974), kirgisischer Radrennfahrer
- Wacker, Ferdinand (1831–1895), deutscher Gutsbesitzer und Politiker, MdL
- Wacker, Florian (* 1980), deutscher Schriftsteller
- Wacker, Fred (1918–1998), US-amerikanischer Rennfahrer
- Wacker, Friedrich (1901–1979), deutscher Grünlandsoziologe
- Wacker, Georg (* 1962), deutscher Politiker (CDU), MdLGeorg Wacker (* 1962)

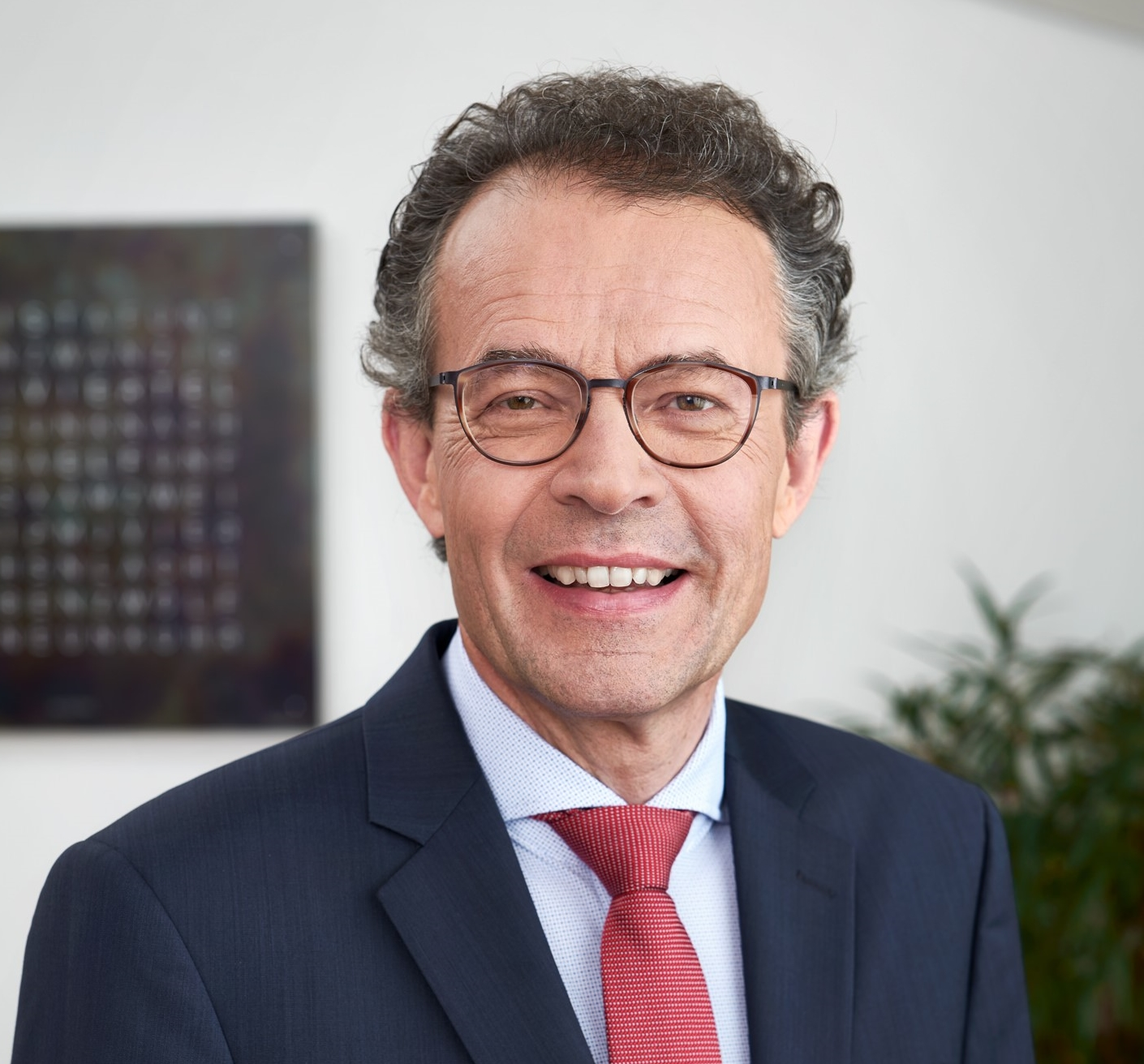
Georg Wacker (* 1962)

- Wacker, Hans (1868–1958), deutscher Maler
- Wacker, Hans-Dieter (1958–1993), deutscher Fußballspieler
- Wacker, Heike, deutsche Handballspielerin, Handballtrainerin
- Wacker, Heinrich (1887–1970), deutscher Politiker, Präsident der Arbeitskammer des Saarlandes
- Wacker, Ingrid († 2009), deutsche Filmeditorin
- Wacker, Jan, deutscher Psychologe
- Wacker, Jeannine Michèle (* 1989), Schweizer Schauspielerin
- Wacker, Johann (1868–1934), deutscher Pflanzenbauwissenschaftler
- Wacker, Johann Friedrich (1730–1795), Jurist, Kurfürstlicher Inspektor der Sammlungen von Altertümern und des Münzkabinetts in Dresden, Numismatiker und Sammler
- Wacker, Jörg (* 1967), deutscher Manager und Sportfunktionär
- Wacker, Jürgen (* 1955), deutscher Gynäkologe und Hochschullehrer
- Wacker, Karl (1837–1908), deutscher Apotheker und Lebensmittelchemiker
- Wacker, Karoline (* 1991), deutsche Fußballschiedsrichterin
- Wacker, Manfred (* 1932), deutscher Fußballspieler
- Wacker, Marie-Theres (* 1952), deutsche römisch-katholische Theologin und Hochschullehrerin
- Wacker, Martin (* 1968), deutscher Kabarettist, Schauspieler, Journalist, Autor, Moderator und EventmanagerMartin Wacker (* 1968)

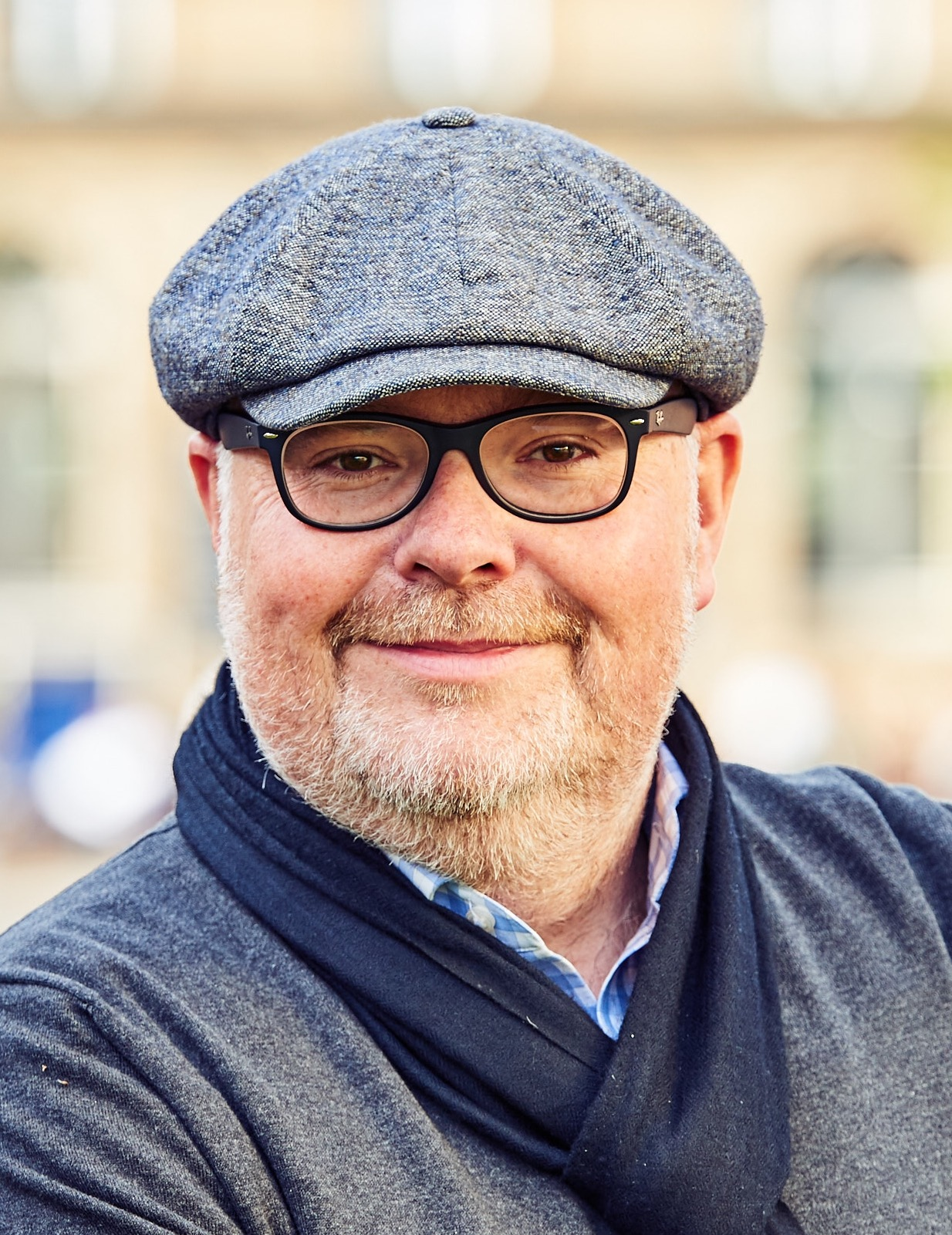
Martin Wacker (* 1968)

- Wacker, Nelly (1919–2006), russlanddeutsche Schriftstellerin und Übersetzerin
- Wacker, Oskar (1898–1972), deutscher Politiker (Zentrum, CDU), MdL, MdB
- Wacker, Otto (1898–1970), deutscher Tänzer, Kunsthändler, Tanzlehrer, Tanzdramaturg
- Wacker, Otto (1899–1940), deutscher Politiker (NSDAP), MdR, Erziehungsminister in Baden, SS-Oberführer und Literaturwissenschaftler
- Wacker, Peter-Alexander (* 1951), deutscher Manager
- Wacker, Petrus (1868–1952), deutscher Zisterzienser, Abt des Klosters Oelenberg
- Wacker, Roland (* 1955), deutscher Jurist, Richter am Bundesfinanzhof
- Wacker, Rudolf (1893–1939), österreichischer Maler
- Wacker, Theodor (1845–1921), deutscher Geistlicher (katholisch) und badischer Politiker
- Wacker, Tim (* 1980), deutscher Volleyball- und Beachvolleyballspieler
- Wacker, Torsten (* 1962), deutscher Werber und Filmregisseur
- Wäcker-Gotter, Ludwig von (1833–1908), deutscher Diplomat
- Wackerbarth, August Christoph von (1662–1734), sächsischer GeneralfeldmarschallAugust Christoph von Wackerbarth (1662–1734)

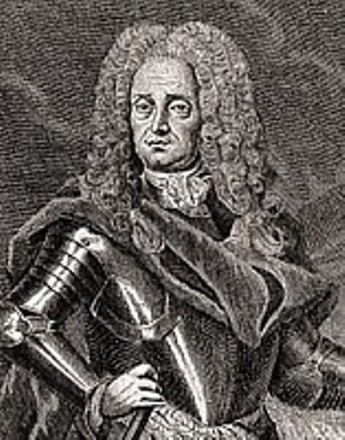
August Christoph von Wackerbarth (1662–1734)

- Wackerbarth, August Josef Ludwig von (1770–1850), sächsischer Historiker, Kunsthistoriker und Kunstsammler
- Wackerbarth, Horst (* 1950), deutscher Fotokünstler
- Wackerbarth, Ludwig Carl Wilhelm von (1747–1817), sächsischer Rittergutsbesitzer
- Wackerbarth, Nicolas (* 1973), deutscher Filmregisseur, Autor und Schauspieler
- Wackerbarth, Oskar von (1862–1937), preußischer Landrat
- Wackerbarth, Otto von (1540–1599), deutscher Domherr und Dompropst in Schwerin
- Wackerbarth, Otto von (1823–1904), deutscher Rittergutsbesitzer und Politiker, MdR
- Wackerbarth, Ulrich (* 1967), deutscher Rechtswissenschaftler
- Wackerbarth, Ulrich von, deutscher Domherr, ständischer Landrat in Sachsen-Lauenburg und der letzte Domdechant in Schwerin
- Wackerbarth-Salmour, Joseph Anton Gabaleon von (1685–1761), sächsischer Kabinettsminister, Oberhofmeister und Gesandter
- Wackerbauer, Karl (1931–2015), deutscher Brauereiingenieur und Hochschullehrer
- Wackerbauer, Stefan (* 1995), deutscher Automobilrennfahrer
- Wackerfuß, Winfried (* 1943), deutscher Historiker
- Wackerhagen, Bernhard Friedrich von (1694–1747), anhalt-dessauischer Oberforstmeister
- Wackerhagen, Christian Julius (1667–1748), deutscher Amtmann
- Wackerhagen, Hilde (* 1945), deutsche politische Kabarettistin, Autorin und Regisseurin
- Wackerhagen, Johann Friedrich († 1717), deutscher Amtmann, Drost und Rittergutsbesitzer
- Wäckerle, Hans-Jürgen (1940–2019), deutscher Fußballspieler
- Wäckerle, Hilmar (1899–1941), deutscher SS-Führer, Kommandant des KZ Dachau
- Wäckerle, Hyazinth (1836–1896), deutscher Pädagoge und Mundartdichter
- Wackerle, Joseph (1880–1959), deutscher Bildhauer und Medailleur
- Wackerle, Sylvester (1908–1978), deutscher Bobfahrer
- Wäckerli, Urs (* 1945), Schweizer Jazz-Violinist und Filmemacher
- Wackerman, Brooks (* 1977), US-amerikanischer Schlagzeuger
- Wackerman, Chad (* 1960), US-amerikanischer Schlagzeuger
- Wackermann, Franz (1860–1936), Landtagsabgeordneter Waldeck
- Wackermann, Kurt (1883–1951), deutscher Jurist
- Wackermann, Luca (* 1992), italienischer Radrennfahrer
- Wackernagel, Christof (* 1951), deutscher Schauspieler und Autor; Terrorist der RAF
- Wackernagel, Elisabeth (* 1947), deutsche Politikerin (CDU), MdL
- Wackernagel, Emanuel (1846–1902), Schweizer Zeitungsverleger
- Wackernagel, Erika (1925–1995), deutsche Schauspielerin
- Wackernagel, Günther (1916–2001), deutscher Widerstandskämpfer
- Wackernagel, Hans Georg (1895–1967), Schweizer Historiker und Volkskundler
- Wackernagel, Jacob (1853–1938), Schweizer Indogermanist und Sprachwissenschaftler
- Wackernagel, Jacob jun. (1891–1967), Schweizer Rechtshistoriker
- Wackernagel, Katharina (* 1978), deutsche Schauspielerin und RegisseurinKatharina Wackernagel (* 1978)

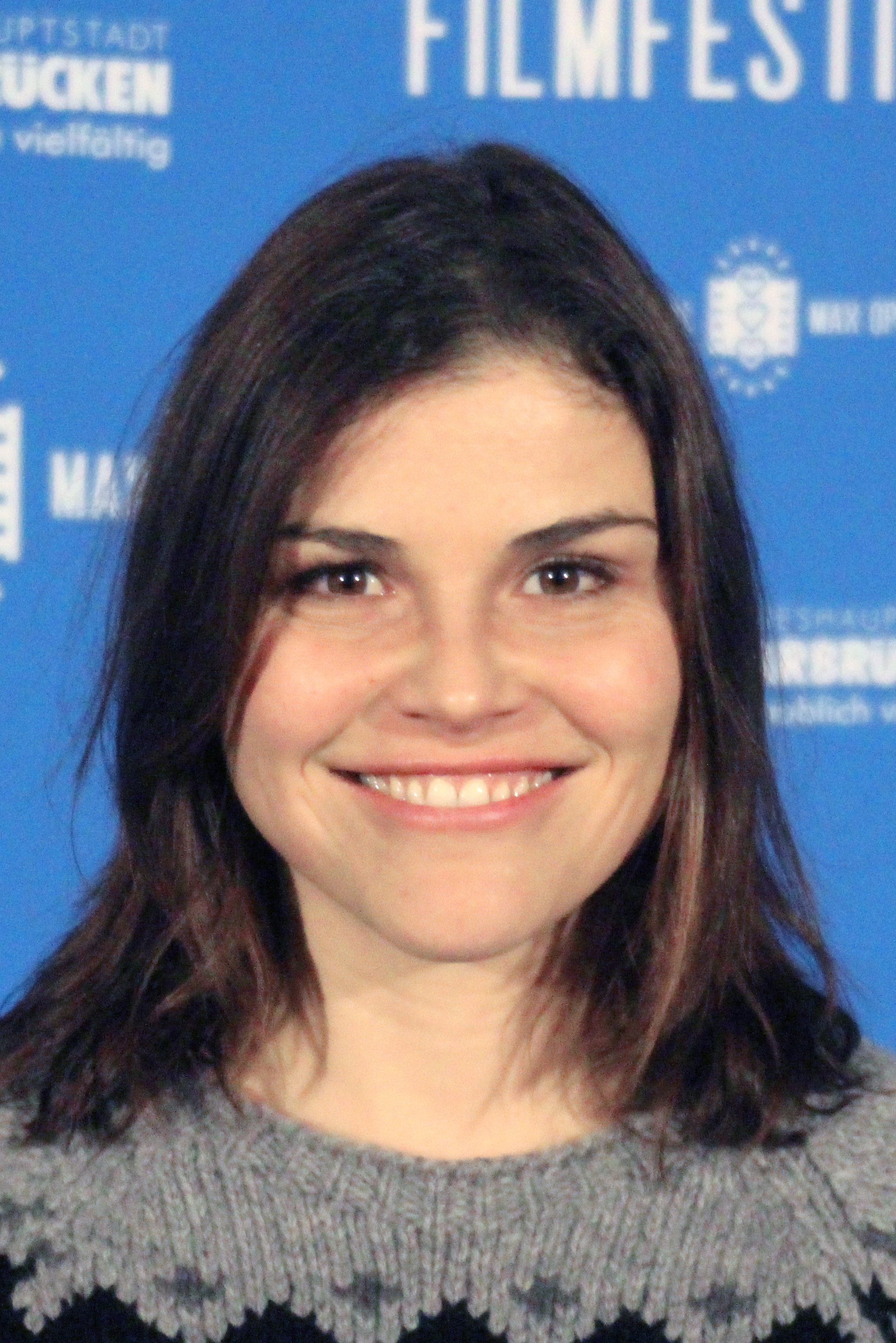
Katharina Wackernagel (* 1978)

- Wackernagel, Lars (* 1975), deutscher Radrennfahrer
- Wackernagel, Martin (1881–1962), Schweizer Kunsthistoriker
- Wackernagel, Mathis (* 1962), Schweizer Aktivist im Bereich Nachhaltigkeit
- Wackernagel, Peter (1897–1981), deutscher Musikwissenschaftler und -bibliothekar
- Wackernagel, Peter (1913–1958), deutscher Regisseur und Intendant der Städtischen Bühnen Ulm
- Wackernagel, Philipp (1800–1877), deutscher Kirchenliedforscher, lutherischer Lehrer und Mitbegründer des Deutschen Evangelischen Kirchentags
- Wackernagel, Rudolf (1855–1925), Schweizer Historiker
- Wackernagel, Sabine (* 1947), deutsche Schauspielerin
- Wackernagel, Wilhelm (1806–1869), deutscher Schriftsteller und Philologe
- Wackernagel-Jacobs, Barbara (* 1950), deutsche Politikerin (SPD) und Filmproduzentin
- Wackernell, Josef Eduard (1850–1920), österreichischer Germanist
- Wackers, Heinz (1925–2012), deutscher Eishockeyspieler
- Wackert, Christian (* 1989), deutscher FernsehmoderatorChristian Wackert (* 1989)

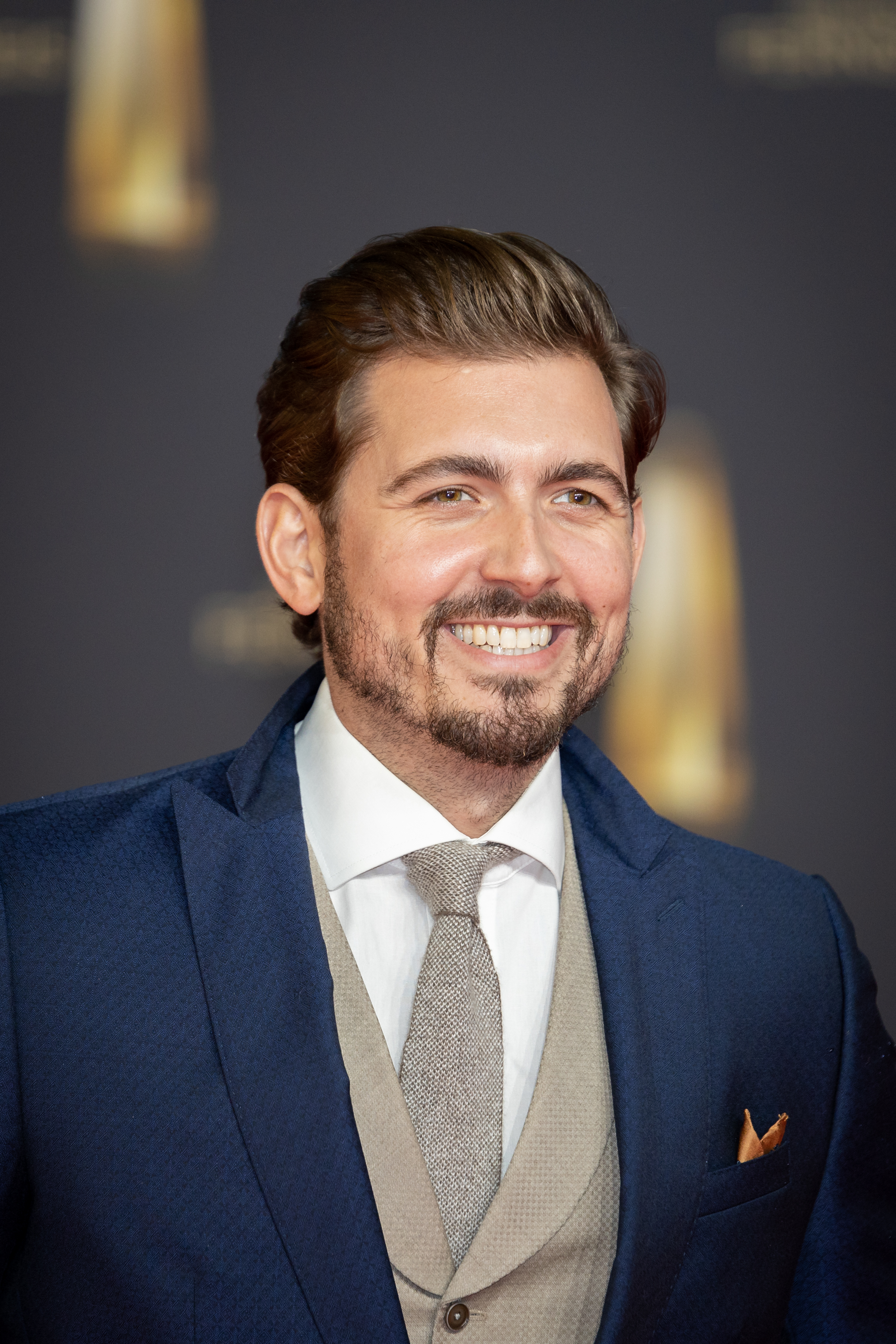
Christian Wackert (* 1989)

- Wackerzapp, Michael (1848–1922), Präsident der Reichseisenbahnen in Elsaß-Lothringen und des Reichseisenbahnamtes
- Wackerzapp, Oskar (1883–1965), deutscher Politiker (CDU), MdB
- Wackrow, Matthias (* 1988), deutscher Schauspieler und Filmproduzent
- Wacks, Adam Christian (1675–1732), deutscher Lokalpolitiker (Heilbronn)
- Wacks, Charlotte Sophie von (1743–1805), Heilbronner Patrizierin
- Wacks, Gottlob Moriz Christian von (1720–1807), Bürgermeister Heilbronns
- Wackström, Ole (1932–2015), finnischer Radrennfahrer
- Wackström, Patrick (* 1958), finnischer Radrennfahrer
- Wackström, Sixten (* 1960), finnischer Radrennfahrer
- Wackström, Stefan, finnischer Radrennfahrer
- Wackwitz, Andreas (1893–1979), deutscher evangelischer Propst in Namibia
- Wackwitz, Marie (1865–1930), deutsche Politikerin (SPD, USPD, KPD), MdR, Frauenrechtlerin und Journalistin
- Wackwitz, Stephan (* 1952), deutscher Schriftsteller

### Wacl
- Wacław von Płock (1293–1336), Herzog von Masowien in Płock
- Waclawiak, Horst (* 1938), deutscher Fußballspieler

### Wacq
- Wacquant, Loïc (* 1960), französischer Soziologe und Ethnograph
- Wacquet, Jean (* 1968), französischer Comicautor, Journalist, Redakteur und Verleger

### Wact
- Wactor, Johnny (1986–2024), US-amerikanischer SchauspielerJohnny Wactor (1986–2024)

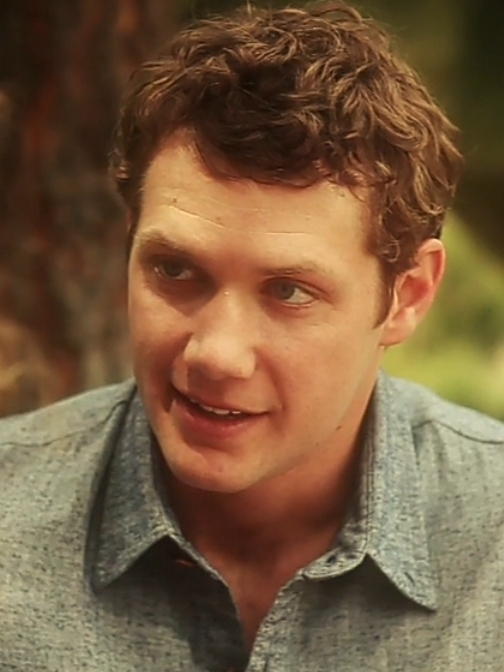
Johnny Wactor (1986–2024)